# Championnat d'Europe de Formule 3 2018
Navigation
2017
Le Championnat d'Europe de Formule 3 2018 est la dix-septième et dernière saison de ce championnat et la septième après sa renaissance en 2012. Il est remporté par l’allemand Mick Schumacher.
Il s'agit du dernier championnat d'Europe de Formule 3, puisqu'une fusion avec le GP3 Series laisse place au Championnat de Formule 3 FIA à partir de 2019.

## Écuries et pilotes
| Équipe                | Voiture       | No. | Pilote              | Cat. | Manches |
| --------------------- | ------------- | --- | ------------------- | ---- | ------- |
| Prema Theodore Racing | Mercedes-Benz | 1   | Zhou Guanyu         |      | Toutes  |
| Prema Theodore Racing | Mercedes-Benz | 4   | Mick Schumacher     |      | Toutes  |
| Prema Theodore Racing | Mercedes-Benz | 7   | Ralf Aron           |      | Toutes  |
| Prema Theodore Racing | Mercedes-Benz | 8   | Marcus Armstrong    | R    | Toutes  |
| Prema Theodore Racing | Mercedes-Benz | 10  | Robert Shwartzman   | R    | Toutes  |
| Motopark              | Volkswagen    | 3   | Sebastián Fernández | R    | Toutes  |
| Motopark              | Volkswagen    | 13  | Fabio Scherer       | R    | Toutes  |
| Motopark              | Volkswagen    | 23  | Jonathan Aberdein   | R    | Toutes  |
| Motopark              | Volkswagen    | 27  | Dan Ticktum         | R    | Toutes  |
| Motopark              | Volkswagen    | 33  | Marino Sato         |      | Toutes  |
| Motopark              | Volkswagen    | 44  | Jüri Vips           | R    | Toutes  |
| Fortec Motorsport     | Mercedes-Benz | 5   | Petru Florescu      | R    | 2–7     |
| Carlin                | Volkswagen    | 9   | Jehan Daruvala      |      | Toutes  |
| Carlin                | Volkswagen    | 11  | Sacha Fenestraz     | R    | Toutes  |
| Carlin                | Volkswagen    | 16  | Nikita Troitskiy    | R    | Toutes  |
| Carlin                | Volkswagen    | 17  | Devlin DeFrancesco  |      | 1–4     |
| Carlin                | Volkswagen    | 17  | Julian Hanses       | R    | 9-10    |
| Carlin                | Volkswagen    | 24  | Ameya Vaidyanathan  |      | Toutes  |
| Carlin                | Volkswagen    | 62  | Ferdinand Habsburg  |      | Toutes  |
| Van Amersfoort Racing | Mercedes-Benz | 12  | Artem Petrov        | R    | Toutes  |
| Van Amersfoort Racing | Mercedes-Benz | 15  | Keyvan Andres       |      | Toutes  |
| Van Amersfoort Racing | Mercedes-Benz | 25  | Sophia Flörsch      | R    | 4–10    |
| Van Amersfoort Racing | Mercedes-Benz | 30  | Frederik Vesti      | R    | 10      |
| ma-con                | Volkswagen    | 18  | Julian Hanses       | R    | 1–6     |
| Hitech Bullfrog GP    | Mercedes-Benz | 39  | Álex Palou          |      | Toutes  |
| Hitech Bullfrog GP    | Mercedes-Benz | 65  | Enaam Ahmed         | R    | Toutes  |
| Hitech Bullfrog GP    | Mercedes-Benz | 66  | Charles Leong       | R    | 6       |
| Hitech Bullfrog GP    | Mercedes-Benz | 77  | Ben Hingeley        | R    | Toutes  |
| Source                |               |     |                     |      |         |

| Icône | Légende      |
| ----- | ------------ |
| R     | Coupe Rookie |

## Calendrier de la saison 2018
Dix manches composent le calendrier de cette saison. L'ancienne manche de Monza est remplacée par une nouvelle disputée à Misano. Le Grand Prix de Pau est placé en ouverture, tandis que la manche de Silverstone se tient dorénavant plus tard dans la saison en support des 6 Heures de Silverstone, manche du Championnat du monde d'endurance.
| Manche | Circuit                                                 | Date            | Événement                         |
| ------ | ------------------------------------------------------- | --------------- | --------------------------------- |
| 1      | Circuit de Pau-Ville, Pau                               | 12–13 mai       | Grand Prix de Pau                 |
| 2      | Hungaroring, Mogyoród                                   | 2–3 juin        | Deutsche Tourenwagen Masters      |
| 3      | Norisring, Nuremberg                                    | 23–24 juin      | Deutsche Tourenwagen Masters      |
| 4      | Circuit de Zandvoort, Zandvoort                         | 14–15 juillet   | Deutsche Tourenwagen Masters      |
| 5      | Circuit de Spa-Francorchamps, Spa                       | 27–28 juillet   | Blancpain GT Series Endurance Cup |
| 6      | Circuit de Silverstone, Silverstone                     | 18–19 août      | 6 Heures de Silverstone           |
| 7      | Misano World Circuit Marco Simoncelli, Misano Adriatico | 25–26 août      | Deutsche Tourenwagen Masters      |
| 8      | Nürburgring, Rhénanie-Palatinat                         | 8–9 septembre   | Deutsche Tourenwagen Masters      |
| 9      | Red Bull Ring, Spielberg                                | 22–23 septembre | Deutsche Tourenwagen Masters      |
| 10     | Hockenheimring, Bade-Wurtemberg                         | 13–14 octobre   | Deutsche Tourenwagen Masters      |

## Résultats
| Manche | Manche | Circuit                               | Pole position     | Meilleur tour      | Pilote vainqueur  | Écurie gagnante       | Rookie vainqueur  |
| ------ | ------ | ------------------------------------- | ----------------- | ------------------ | ----------------- | --------------------- | ----------------- |
| 1      | 1      | Circuit de Pau-Ville                  | Dan Ticktum       | Ralf Aron          | Zhou Guanyu       | Prema Theodore Racing | Sacha Fenestraz   |
| 1      | 2      | Circuit de Pau-Ville                  | Sacha Fenestraz   | Sacha Fenestraz    | Sacha Fenestraz   | Carlin                | Sacha Fenestraz   |
| 1      | 3      | Circuit de Pau-Ville                  | Enaam Ahmed       | Ralf Aron          | Ralf Aron         | Prema Theodore Racing | Enaam Ahmed       |
| 2      | 1      | Hungaroring                           | Dan Ticktum       | Ferdinand Habsburg | Dan Ticktum       | Motopark              | Robert Shwartzman |
| 2      | 2      | Hungaroring                           | Dan Ticktum       | Nikita Troitskiy   | Enaam Ahmed       | Hitech Bullfrog GP    | Enaam Ahmed       |
| 2      | 3      | Hungaroring                           | Enaam Ahmed       | Álex Palou         | Enaam Ahmed       | Hitech Bullfrog GP    | Enaam Ahmed       |
| 3      | 1      | Norisring                             | Marcus Armstrong  | Ferdinand Habsburg | Marcus Armstrong  | Prema Theodore Racing | Marcus Armstrong  |
| 3      | 2      | Norisring                             | Robert Shwartzman | Jüri Vips          | Jüri Vips         | Motopark              | Jüri Vips         |
| 3      | 3      | Norisring                             | Marcus Armstrong  | Fabio Scherer      | Dan Ticktum       | Motopark              | Jüri Vips         |
| 4      | 1      | Circuit de Zandvoort                  | Zhou Guanyu       | Marcus Armstrong   | Ralf Aron         | Prema Theodore Racing | Marcus Armstrong  |
| 4      | 2      | Circuit de Zandvoort                  | Dan Ticktum       | Marcus Armstrong   | Ralf Aron         | Prema Theodore Racing | Marcus Armstrong  |
| 4      | 3      | Circuit de Zandvoort                  | Dan Ticktum       | Nikita Troitskiy   | Nikita Troitskiy  | Carlin                | Nikita Troitskiy  |
| 5      | 1      | Circuit de Spa-Francorchamps          | Jehan Daruvala    | Jehan Daruvala     | Jehan Daruvala    | Carlin                | Robert Shwartzman |
| 5      | 2      | Circuit de Spa-Francorchamps          | Mick Schumacher   | Jonathan Aberdein  | Dan Ticktum       | Motopark              | Fabio Scherer     |
| 5      | 3      | Circuit de Spa-Francorchamps          | Zhou Guanyu       | Fabio Scherer      | Mick Schumacher   | Prema Theodore Racing | Robert Shwartzman |
| 6      | 1      | Circuit de Silverstone                | Sacha Fenestraz   | Dan Ticktum        | Dan Ticktum       | Motopark              | Sacha Fenestraz   |
| 6      | 2      | Circuit de Silverstone                | Fabio Scherer     | Mick Schumacher    | Mick Schumacher   | Prema Theodore Racing | Jüri Vips         |
| 6      | 3      | Circuit de Silverstone                | Jüri Vips         | Jüri Vips          | Jüri Vips         | Motopark              | Jüri Vips         |
| 7      | 1      | Misano World Circuit Marco Simoncelli | Mick Schumacher   | Jüri Vips          | Mick Schumacher   | Prema Theodore Racing | Marcus Armstrong  |
| 7      | 2      | Misano World Circuit Marco Simoncelli | Jüri Vips         | Enaam Ahmed        | Jüri Vips         | Motopark              | Jüri Vips         |
| 7      | 3      | Misano World Circuit Marco Simoncelli | Marcus Armstrong  | Jüri Vips          | Ralf Aron         | Prema Theodore Racing | Jüri Vips         |
| 8      | 1      | Nürburgring                           | Robert Shwartzman | Mick Schumacher    | Mick Schumacher   | Prema Theodore Racing | Robert Shwartzman |
| 8      | 2      | Nürburgring                           | Mick Schumacher   | Mick Schumacher    | Mick Schumacher   | Prema Theodore Racing | Robert Shwartzman |
| 8      | 3      | Nürburgring                           | Mick Schumacher   | Álex Palou         | Mick Schumacher   | Prema Theodore Racing | Robert Shwartzman |
| 9      | 1      | Red Bull Ring                         | Mick Schumacher   | Marcus Armstrong   | Mick Schumacher   | Prema Theodore Racing | Robert Shwartzman |
| 9      | 2      | Red Bull Ring                         | Mick Schumacher   | Mick Schumacher    | Mick Schumacher   | Prema Theodore Racing | Marcus Armstrong  |
| 9      | 3      | Red Bull Ring                         | Mick Schumacher   | Robert Shwartzman  | Robert Shwartzman | Prema Theodore Racing | Robert Shwartzman |
| 10     | 1      | Hockenheimring                        | Zhou Guanyu       | Zhou Guanyu        | Zhou Guanyu       | Prema Theodore Racing | Robert Shwartzman |
| 10     | 2      | Hockenheimring                        | Jüri Vips         | Jüri Vips          | Jüri Vips         | Motopark              | Jüri Vips         |
| 10     | 3      | Hockenheimring                        | Robert Shwartzman | Jüri Vips          | Robert Shwartzman | Prema Theodore Racing | Robert Shwartzman |

## Classements saison 2018

### Système de points
| Position | 1er | 2e | 3e | 4e | 5e | 6e | 7e | 8e | 9e | 10e |
| -------- | --- | -- | -- | -- | -- | -- | -- | -- | -- | --- |
| Points   | 25  | 18 | 15 | 12 | 10 | 8  | 6  | 4  | 2  | 1   |

### Championnat des pilotes
La troisième course de la manche paloise a été interrompue puis arrêtée sur drapeau rouge après 11 tours parcourus. Seule la moitié des points a été octroyée car la course a duré moins de 25 minutes, durée minimum pour délivrer le maximum de points.
Lors de la 29e course de la saison à Hockenheim, Mick Schumacher est sacré champion et affiche au total 365 points marqués et huit courses sur trente remportées,.

### Championnat des équipes
Avant chaque manche du championnat, deux pilotes de chaque équipe - si cela est possible - sont désignés pour marquer des points pour leur équipe dans le championnat des équipes.
| Pos. | Équipe                | Points |
| ---- | --------------------- | ------ |
| 1    | Prema Theodore Racing | 1003.5 |
| 2    | Motopark              | 789    |
| 3    | Hitech Bullfrog GP    | 518    |
| 4    | Carlin                | 503.5  |
| 5    | Van Amersfoort Racing | 141.5  |
| 6    | ma-con                | 18     |
| 7    | Fortec                | 4      |